# مون‌واکر (بازی)
مون‌واکر (به انگلیسی: Michael Jackson's Moonwalker) نام چند بازی رایانه‌ای دربارهٔ مایکل جکسون است که همهٔ آن‌ها براساس فیلم مون‌واکر توسط یو.اس. گولد و سگا در سال‌های ۱۹۸۹ و ۱۹۹۰، با همکاری مایکل جکسون ساخته شده‌اند. نسخهٔ آرکید، بازی‌های رایانه‌ای خانگی و نسخه‌های کامپیوتری این بازی همه در روندبازی با هم متفاوت هستند اما داستان و ایده همهٔ آن‌ها یکسان است. داستان این بازی‌ها که از فیلم مون واکر گرفته شده‌است، دربارهٔ مایکل جکسون است که از توانایی‌های موسیقی و رقص معروف خود، مون واک، برای نجات کودکان دزدیده شده از چنگ «آقای بیگ» شیطان صفت استفاده می‌کند. در این بازی‌ها از موسیقی‌های بی‌کلام پرطرفداری مثل بیلی جین، بزن به چاک، مجرم زیرک و بد استفاده شده‌است. این بازی‌ها بسیار پرطرفدار بوده‌اند و نقطه‌ای به یاد ماندنی را در تغییر شخصیت نمایشی جکسون از تریلر تا بد به یاد می‌آورند.

## نسخهٔ کنسول
نسخه‌های خانگی این بازی برای سگا مگا درایو و سگا مستر سیستم ساخته شدند اما روندبازی این بازی‌ها کاملاً با نسخهٔ آرکید متفاوت است. نسخه‌های کنسول این بازی در واقع بر اساس نسخهٔ کامپیوتری این بازی ساخته شدند (روندبازی آن‌ها تا حدی شبیه سری بازی شینوبی است). بازیکن با کنترل مایکل، ستارهٔ پاپ، در تلاش برای نجات همهٔ کودکانی است که توسط آقای بیگ دزدیده شده‌اند. در نسخهٔ آرکید، کیتی یکی از سه نوع کودکی است که نجات داده می‌شود اما در نسخه‌های خانگی همهٔ بچه‌ها، دختران کوچک مو بوری هستند که کیتی نام دارند.
مرحله‌های بازی از فیلم مون‌واکر و موسیقی آن، هم از فیلم مون‌واکر و هم از آلبوم تریلر مایکل جکسون برداشته شده‌است. بازیکن این توانایی را نیز دارد که با به رقص درآوردن دشمنانش، آن‌ها را نابود کند. در نسخهٔ کنسول، مایکل می‌تواند با نجات بچه‌ای خاص و بعد با گرفتن ستارهٔ دنباله‌داری که از آسمان می‌آید تبدیل به ربات شود. در نسخهٔ آرکید، مایکل با نجات دوست شامپانزه‌اش، بابلز، تبدیل به ربات می‌شود.
روندبازی نسخهٔ کنسول
تمرکز گیم‌پلی روی پیدا کردن کودکان دزدیده شده است که همهٔ آن‌ها شبیه کیتی در فیلم مون‌واکر هستد و در بخش‌های مختلف مرحله مثلاً پشت در پنهان شده‌اند. البته پشت بیشتر درها یا خالی است یا دشمن مخفی شده‌است. برخلاف نسخهٔ آرکید، در این نسخه، مایکل با حالت رقص مخصوص به خودش حرکت می‌کند و ضربهٔ استاندارد او همان لگدی است که در رقص معمولش وجود داشت. اگر بازیکن دکمهٔ لگد زدن را نگه دارد و مایکل را به سمت عقب هدایت کند، او حرکت مون‌واک را اجرا می‌کند.
مرحله‌های بازی
| مرحله                  | موسیقی      | اجرای رقص                                 |
| ---------------------- | ----------- | ----------------------------------------- |
| مرحله ۱ – کلوب         | مجرم زیرک   | مجرم زیرک                                 |
| مرحله ۲ – خیابان       | بزن به چاک  | بزن به چاک                                |
| مرحله ۳ – جنگل         | بخش دیگر من | بخش دیگر من- تریلر- بیلی جین              |
| مرحله ۴ – غار          | بیلی جین    | بد                                        |
| مرحله ۵ – مخفیگاه دشمن | بد          | مجرم زیرک- بخش دیگر من- تریلر- بزن به چاک |

## نسخه‌های کامپیوتر خانگی
نسخهٔ این بازی برای کامپیوترهای ۸ بیت و ۱۶ بیت خانگی آن زمان توسط شرکت ایرلندی امرالد سافتور ال تی دی و شرکت آمریکایی کیپانچ سافتور ساخته و توسط شرکت انگلیسی یو. اس. گولد منتشر شد. اکنون همه این شرکت‌ها تعطیل شده‌اند. نسخه‌های کامپیوتر خانگی این بازی تنها بازی‌هایی هستند که به بخش‌های اولیهٔ فیلم مون‌واکر اشاره دارد.
مقایسه موسیقی
| آهنگ                | کامپیوتر             | آرکید                | کنسول                             |
| ------------------- | -------------------- | -------------------- | --------------------------------- |
| "بخش دیگر من"       |                      | ۴. قبرستان           | ۳. جنگل ۵. مخفیگاه دشمن           |
| "بد"                | ۱. استودیو           | ۱. غار ۵. قلعه شیطان | ۴. غار ۵. مخفیگاه دشمن تیتراژ آخر |
| "بزن به چاک"        |                      | ۳. شب خیابان         | ۲. خیابان ۵. مخفیگاه دشمن         |
| "بیلی جین"          |                      | تیتراژ آخر           | ۳. جنگل ۴. غار                    |
| "مجرم زیرک"         | ۳. کلوب              | ۲. قسمت نمایش        | ۱. کلوب ۵. مخفیگاه دشمن           |
| "سرعت فریبنده"      | ۲. مسابقه موتورسیکلت |                      |                                   |
| "تریلر"             |                      |                      | ۳. جنگل ۵. مخفیگاه دشمن           |
| "حسی که به من میدی" | ۴. مخفیگاه دشمن      |                      |                                   |